# Akumulator niklowo-kadmowy

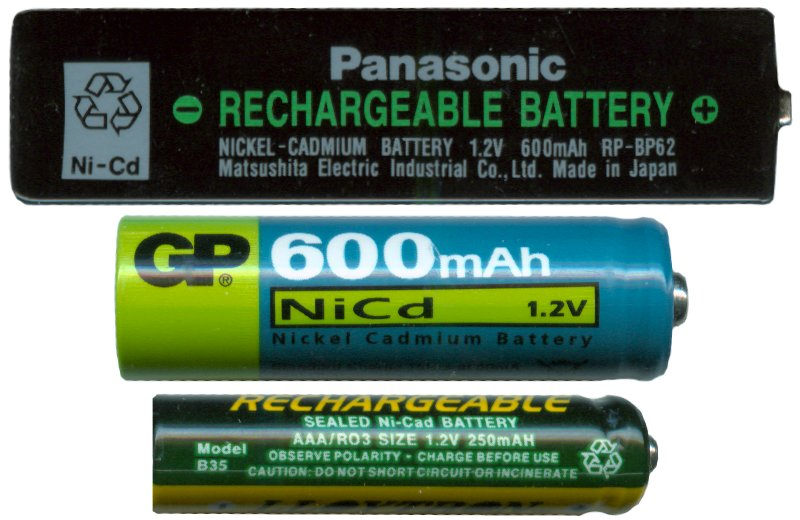
Akumulatory NiCd

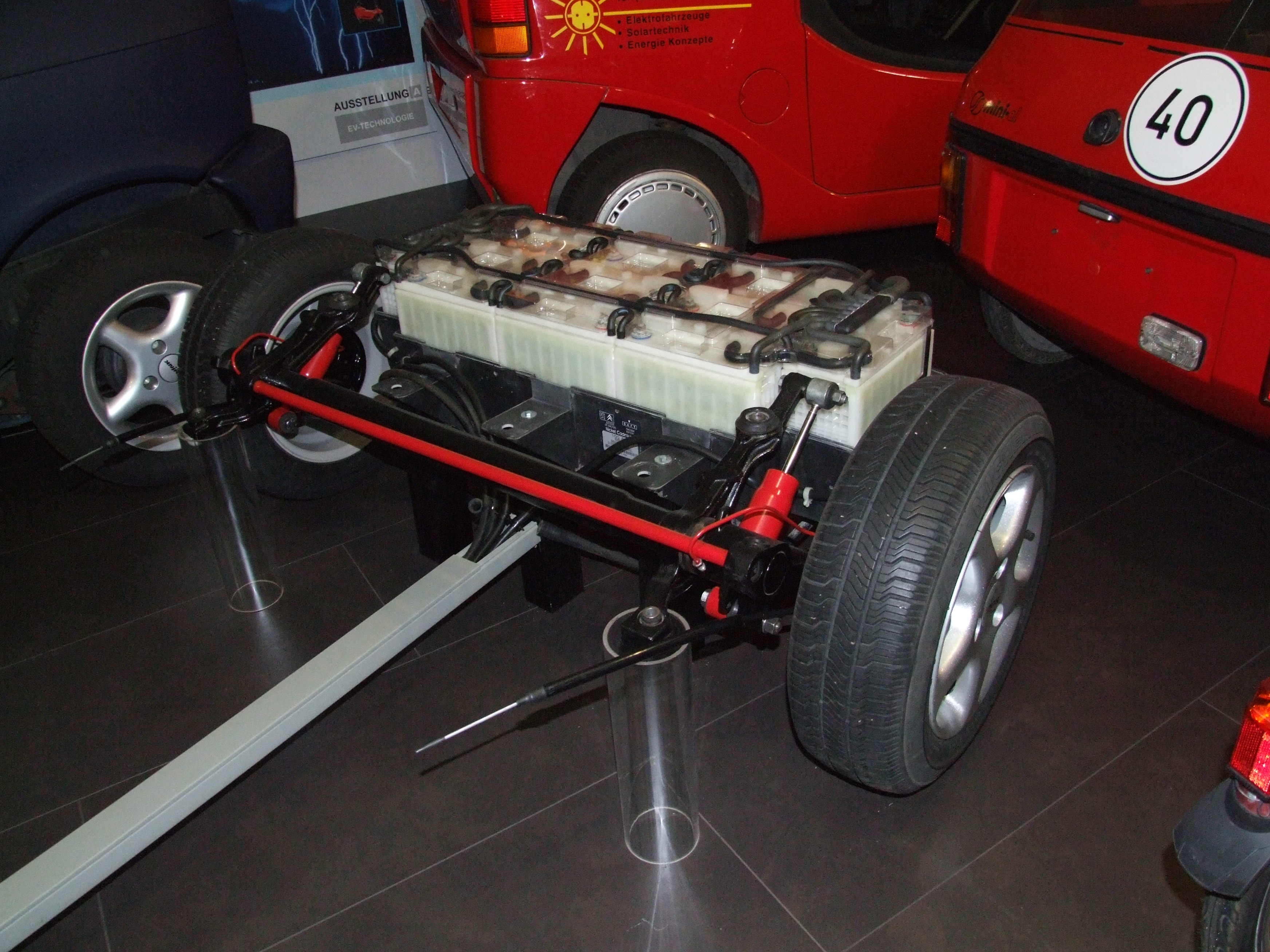
Akumulator niklowo-kadmowy, PSA, Museum Autovision, Altlußheim

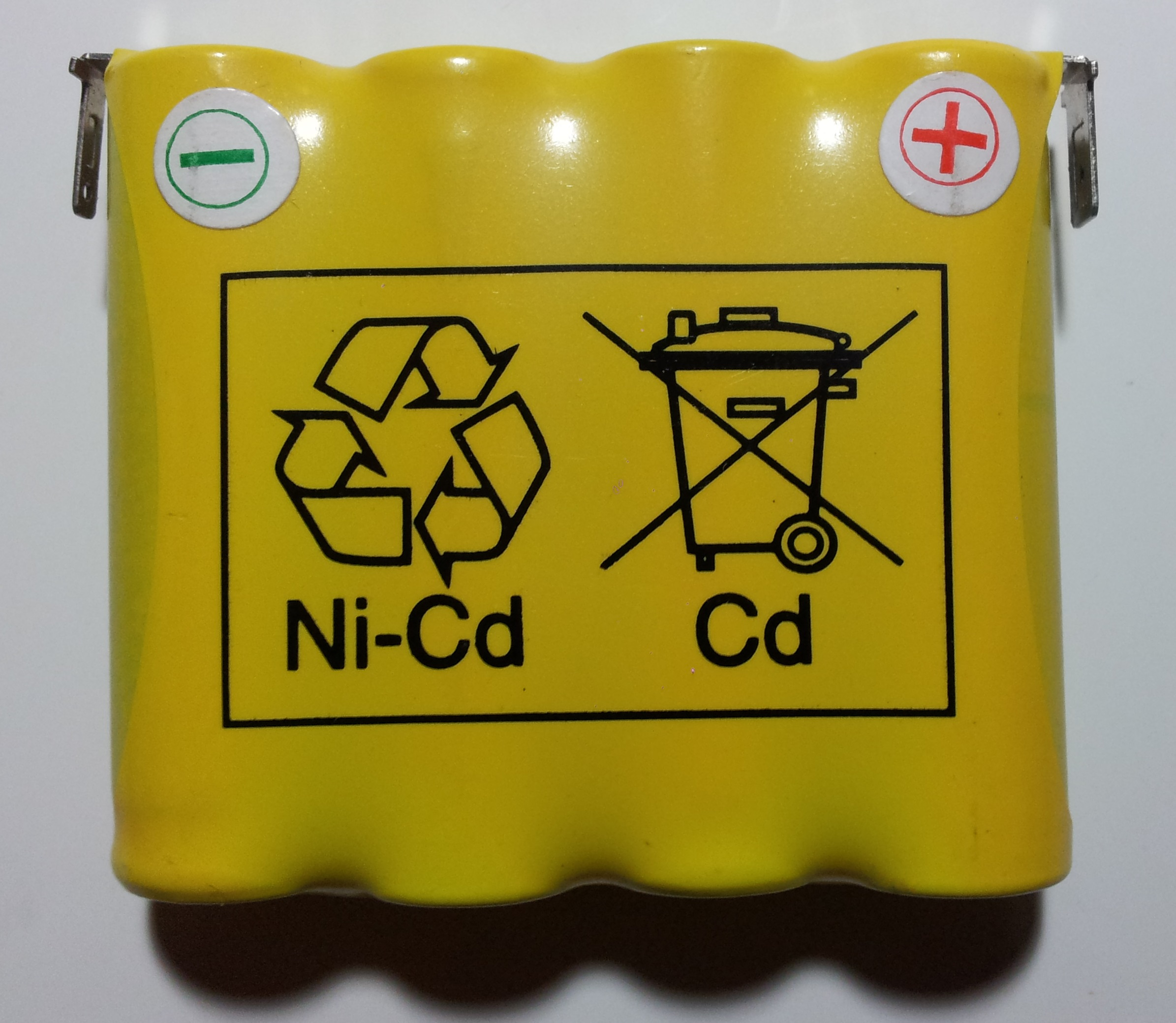
Piktogramy występujące na akumulatorach niklowo-kadmowych

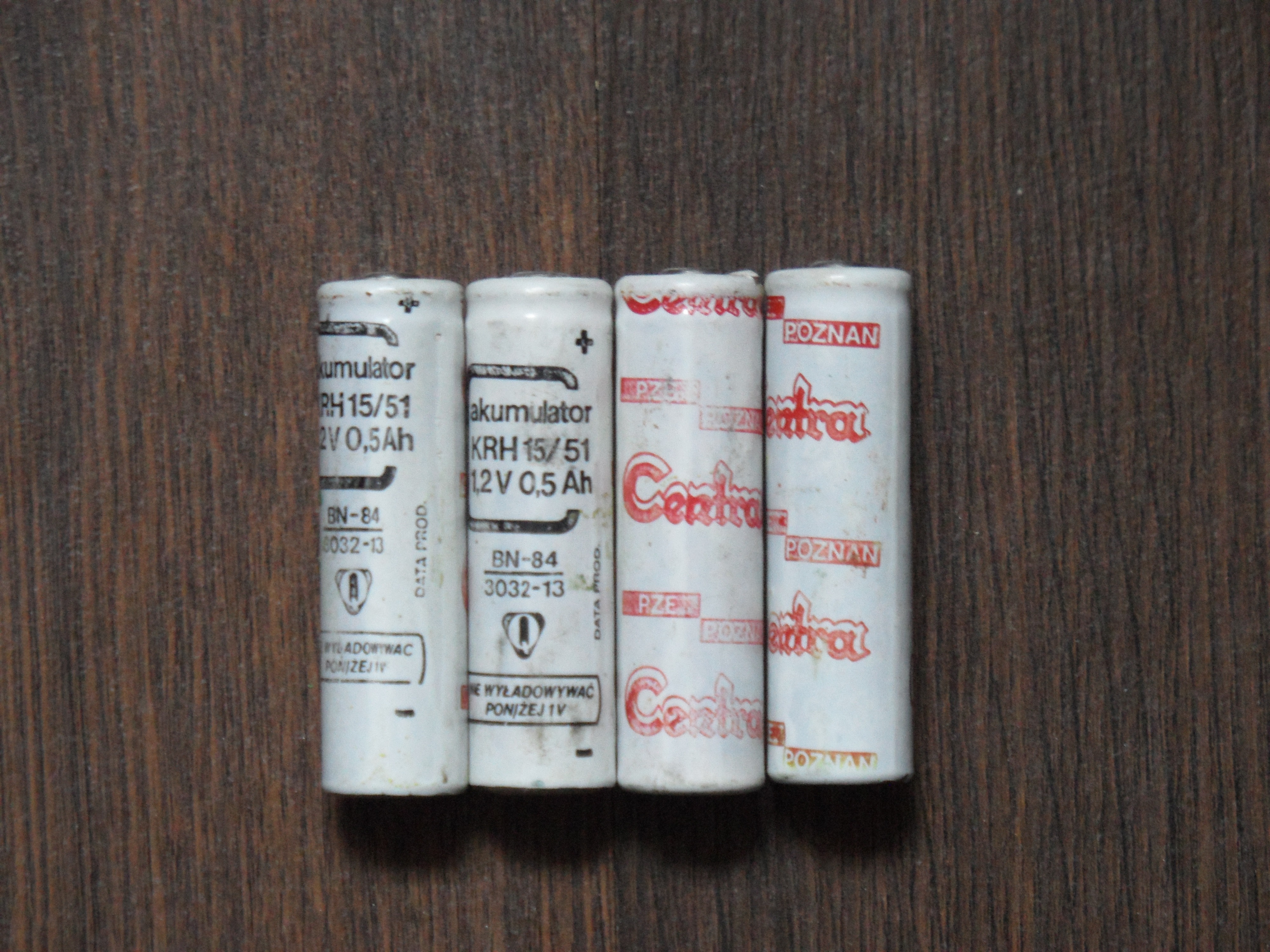
Akumulatorki niklowo-kadmowe Centra 1,2 V, 500 mAh, lata 80. XX w.

Akumulator niklowo-kadmowy (NiCd lub Ni-Cd) – rodzaj akumulatora, w którym elektrody wykonane są z zasadowego tlenku niklu(III) NiO(OH) (katoda) i metalicznego kadmu (anoda).
Akumulatory Ni-Cd cechują się dość dużą wydajnością prądową, ale występuje w nich uciążliwy efekt pamięci. Powinny być rozładowywane i ładowane w pełnych cyklach, tj. zaleca się pełne rozładowanie, a po rozładowaniu należy akumulator niezwłocznie naładować, nie pozostawiając go na dłużej w stanie rozładowanym. Efekt pamięci można naprawić ładowarką z funkcją refresh.
Akumulatory te były do niedawna stosowane na szeroką skalę w różnych urządzeniach przenośnych (między innymi w modelach zdalnie sterowanych (RC), modelarstwie, krótkofalarstwie i innych dziedzinach). Obecnie są prawie całkowicie wyparte przez ogniwa Ni-MH i litowo-polimerowe. Mają mniejszą pojemność na jednostkę objętości niż podobne ogniwa Ni-MH.
Pierwsze ogniwa (akumulatorki Ni-Cd w postaci paluszków AA (R6)) miały pojemność 500 mAh. Obecnie najnowsze ogniwa o technologii innej niż Ni-Cd w AA mają pojemności większe niż 2000 mAh, a napięcie znamionowe wynosi ok. 1,2 V.
Dla ogniwa AA KR6 pojemność standardowa powinna wynosić do około 800 mAh – zbyt duża pojemność zmniejsza trwałość i wydajność prądową akumulatora.
Akumulator Ni-Cd jest do dziś najtrwalszym ogniwem miniaturowym (przy poprawnym użytkowaniu – częste doładowywanie powoduje występowanie efektu pamięci i tym samym szybkiego zużycia ogniwa), ma też niską cenę. Jednakże niższa pojemność i większa masa w stosunku do przechowywanej energii powodują, że są wypierane przez nowsze typy akumulatorów – Ni-MH w formie baterii o standardowych rozmiarach (R6, R14 i podobne). Charakteryzują się niemal identycznym napięciem ogniwa, bardzo dużą wydajnością prądową, oraz podobną ceną w stosunku do ogniw litowo-jonowych, bądź litowo-polimerowych w zastosowaniach takich jak akumulatory telefonów, laptopów, bądź zasilanie modeli zdalnie sterowanych. Te ostatnie jednak wymagają wielu układów zabezpieczających i mają ograniczoną trwałość oraz są droższe Mimo tego zyskują na popularności dzięki niezwykle małej masie i znacznej pojemności.
Akumulator Ni-Cd wytrzymuje około 1000 cykli ładowania i rozładowania. Ładowanie takich ogniw nie jest łatwe, gdyż w trakcie ładowania napięcie na ogniwie praktycznie nie rośnie. Zaleca się ładowanie przez 16 godzin prądem o wartości będącej ilorazem ładunku akumulatora w mAh przez 10 (C/10). Można stosować też procedury szybkiego ładowania, w których natężenie prądu ładującego jest zależne od czasu ładowania i temperatury ogniwa.
Konsumenckie akumulatory są wycofywane z użycia z trzech powodów – zużyte są niebezpieczne dla środowiska, a liczba odpowiednich zakładów utylizacji i miejsc składowania takich akumulatorów jest niewystarczająca. Drugi powód to zbyt mały zysk dla firm produkujących takie ogniwa – akumulator jest bardzo trwały, a cena nie jest wysoka. Poza tym ogniwa Ni-Cd mają niższą pojemność i większą masę od nowocześniejszych ogniw. Obecnie prowadzi się zbiórkę, a nawet skup akumulatorów niklowo-kadmowych przez firmy produkujące akumulatory w wersji przemysłowej w celu ochrony środowiska i powtórnego wykorzystania surowców wtórnych znajdujących się w starych akumulatorach niklowo-kadmowych.
Wiele firm jednak nadal produkuje przemysłowe akumulatory niklowo-kadmowe w postaci pojedynczych cel 1,2 V lub baterii akumulatorów: od 2 do 10 cel (przy pojemności do 10 Ah na celę) do narzędzi przenośnych wymagających bardzo dużych prądów typu odkurzacze, wkrętarki, wiertarki lub zamontowanych na drewnianych stelażach i pojemności od 10 do 1250 Ah na celę, wykorzystywanych w przemyśle energetycznym, kolejnictwie, telekomunikacji i innych wymagających dużej niezawodności.
Akumulatory te dodatkowo oferują:
- pracę w szerokim zakresie temperatur −20 °C do +50 °C z ekstremami w krótkim okresie −50 °C do +70 °C;
- dobrą wydajność w niskich temperaturach;
- odporność na starzenie w wysokich temperaturach;
- odporność na niewłaściwe użycie elektryczne;
- odporność na wstrząsy i drgania;
- wymagają jedynie podstawowej obsługi;
- ich instalacja jest tania i łatwa;
- mogą być opcjonalnie wyposażone w centralny system napełniania wodą;
- do 20 lat niezawodnego działania przy znacznie niższych kosztach w porównaniu z akumulatorami kwasowo-ołowiowymi.

Płyty niklowo-kadmowe są całkowicie niezawodne, bez ryzyka rozbiegania termicznego czy nagłej śmierci: struktura wspierająca płyt dodatnich i ujemnych jest wykonana ze stali, co oznacza że nie występuje korozja w przeciwieństwie do akumulatorów kwasowych.
Do niedawna wydawało się, że ogniwa te nie znikną zupełnie z rynku przez wiele lat, gdyż w przeciwieństwie do ogniw niklowo-metalowo-wodorkowych mają znacznie mniejsze samorozładowanie, co umożliwia ich przechowywanie w stanie naładowanym. Niedawno jednak pojawiły się ogniwa niklowo-wodorkowe nowej generacji ze zmienionym separatorem, które wykazują się znikomym samorozładowaniem. Te nowoczesne ogniwa mają jednak mniejsze pojemności oraz są droższe od standardowych. W przeciwieństwie do nich akumulatorki niklowo-kadmowe są stosunkowo tanie, a wiele osób w domach ma ładowarki niezdolne ładować akumulatorów Ni-MH.
Akumulatory tego typu są nadal stosowane w najcięższych warunkach pracy, a także w środowiskach zagrożonych wybuchem. Są one odporne na złe warunki pracy, czyli wysoką temperaturę (40 °C) i przeładowania. Nie mają tendencji do eksplozji przy wysokiej temperaturze. Dzięki temu są one dobrym źródłem energii w trudnych warunkach eksploatacji.
Spotykane oznaczenia: KR3, KR6, KR14 itd. (analogicznie do R3, R6, R14 itd.); KR11/45 (rozmiar R3), KR15/51 (rozmiar R6).

## Procesy elektrodowe
- elektroda dodatnia: tlenek wodorotlenek niklu(III), NiO(OH)
- elektroda ujemna: kadm, Cd
- elektrolit: wodorotlenek potasu, KOH

Reakcje zachodzące podczas rozładowania ogniwa:
katoda: 2NiIII
O(OH) + 2H
2O + 2e−
  →  2NiII
(OH)
2 + 2OH−

anoda: Cd0
 + 2OH−
  →  CdII
(OH)
2 + 2e−

Sumarycznie:
2NiO(OH) + Cd + 2H
2O ⇄ 2Ni(OH)
2 + Cd(OH)
2
W trakcie ładowania kierunek reakcji jest odwrotny.